# 地方紙を買う女
『地方紙を買う女』（ちほうしをかうおんな）は、松本清張の短編小説。『小説新潮』1957年4月号に掲載され、1957年8月に短編集『白い闇』収録の1編として、角川書店（角川小説新書）より刊行された。
『危険な女』のタイトルで1959年に日活で映画化、また9度テレビドラマ化されている。

## あらすじ
武蔵野に居を構える作家・杉本隆治は、小説「野盗伝奇」を『甲信新聞』という山梨県の地方紙に連載していた。ある時、東京の潮田芳子という女性から「野盗伝奇が面白そうだから貴紙を読んでみたい」旨の購読申し込みが甲信新聞に届く。杉本隆治は感謝の礼状を芳子に送った。ところが、申し込みから1か月も経たないうちに「小説がつまらなくなったのでもう購読しない」という葉書が届く。連載中の小説が面白くなるはずだが、購読を中止することに不審に思う杉本は同紙に載っている山梨県内で発生した2人の男女の服毒心中事件の記事に目を留め、芳子の新聞購読の目的は小説ではなくこの事件だと疑い始める。

## エピソード
- 『宝石』に1963年に掲載された創作ノートで、清張は以下のように述べている。「有楽町の駅前に、地方紙を売っている。それのヒントが一つと、それから当時僕は地方新聞の代理店を通じて、小説を書いていたので、地方からよく投書がくるんだ。その二つで思いついた」[1]。
- 清張が1956年から1957年にかけて地方紙に連載した小説『野盗伝奇』のタイトルが、本作三節においてそのまま挙げられている。このことについて、メディア史研究者の土屋礼子は「殺人事件を説き明かす鍵として、この連載小説の名がそのまま登場するのは、新聞に小説を連載する作家となった彼の喜びを反映しているように思える」と述べている[2]。他方、研究者の山本幸正は「おそらく、地方新聞に小説を配信する共同通信社のために『野盗伝奇』を書いた松本清張も「杉本隆治」と同じような気持ち[注釈 1]を抱かざるを得ない経験をしたのではないか」と述べている[3]。なお、山梨県の地方紙に『野盗伝奇』が連載された事実は確認されていない[4]。
- 本作の英訳「The woman who took the local paper」がアメリカのミステリー小説誌『エラリー・クイーンズ・ミステリ・マガジン』1979年6月号に掲載された。3か月後に光文社発行の雑誌『EQ』に再掲載されたが、清張は「こんどEQMM誌に出た英訳では、誌面の関係上原作が縮められている」「背景の描写は作品の雰囲気を出すのに重要な要素となっているので（著名な例としてE・A・ポウの『アッシャー家の没落』の冒頭部分、E・ブロンテの『嵐が丘』における英国ヨークシャの荒れ地の風景描写、S・モームの東南アジアものなど）、この部分を削られると小説から味も素っ気もなくなったようで、原作者としては不満である」とのコメントを付している[5]。

## 映画
映画タイトル『危険な女』。1959年12月16日公開。製作・配給は日活。
キャスト
- 渡辺美佐子（潮田芳子）
- 下元勉（芳子の夫・正雄）
- 芦田伸介（杉本隆吉）
- 高友子（石井篤子）
- 大滝秀治（庄田咲次）
- 佐々木すみ江（庄田の妻）
- 角田真喜子（福田梅子）
- 大町文夫（新聞売場のおやじ）
- 鈴木瑞穂（編集部員A）
- 中野秀郎（編集部員B）
- 南風洋子（バー・ルビコンのマダム）
- 中川一二三（バー・ルビコンの女給A）
- 奥出和子（バー・ルビコンの女給B）
- 小峯あつ子（バー・ルビコンの女給C）
- 石田早苗（バー・ルビコンの女給D）
- 日岸喜美子（バー・エンゼルのマダム）
- 嵯峨善兵（アパートの管理人）

スタッフ
- 監督：若杉光夫
- 脚本：原源一
- 企画：大塚和
- 撮影：井上莞
- 音楽：林光
- 美術：岡田力
- 編集：青山一郎
- 録音：清島竹彦
- 照明：鈴木貞雄

## テレビドラマ

### 1957年版
1957年12月27日、NHKの「テレビ劇場」枠（20:45-21:00）にて放映。松本清張原作初のテレビドラマ化作品。
キャスト
- 杉本隆治：大森義夫
- 潮田芳子：藤野節子
- 杉本啓子：千秋みつる
- 記者市村：相原巨典
- 女給はるみ：久邇恭子

スタッフ
- 脚本：小山久雄
- 監督：永山弘
- 制作：NHK

### 1960年版
1960年10月24日と10月31日、KRテレビ（現・TBS）系列の「ナショナル ゴールデン・アワー」枠（20:30-21:00）、「松本清張シリーズ・黒い断層」の1作として2回にわたり放映。
キャスト
- 杉本隆治：堀雄二
- 潮田芳子：池内淳子
- 杉裕之
- 仁木裕子
- 木崎豊

スタッフ
- 制作：KRテレビ

### 1962年版
1962年5月31日と6月1日（22:15-22:45）、NHKの「松本清張シリーズ・黒の組曲」の1作として2回にわたり放映。
キャスト
- 潮田芳子：筑紫あけみ
- 杉本隆治：野々村潔
- 杉本圭子：千秋みつる
- バーの女給：柏まゆみ
- ：高橋正夫
- ：荻昱子
- ：大川太郎
- ：西島悌四郎

スタッフ
- 脚本：大川久男
- 音楽：別宮貞雄
- 進出：田中昭男
- 制作：NHK

### 1966年版
1966年1月11日、関西テレビ制作・フジテレビ系列(FNS)の「松本清張シリーズ」枠（21:00-21:30）にて放映。
キャスト
- 潮田芳子：岡田茉莉子
- 保三：高松英郎
- 杉本隆治：戸浦六宏
- 庄田咲次：小松方正

スタッフ
- 脚本：早坂暁
- 監督：堀泰男
- 制作：関西テレビ

### 1973年版
1973年2月12日（23:15-24:10）、フジテレビ系列の「恐怖劇場アンバランス」第6話として放映。制作は1969年 - 1970年になされている。DVD化されている。
キャスト
- 潮田芳子：夏圭子
- 杉本隆治：井川比佐志
- 木沢：山本圭
- 田坂ふじ子：吉野よし子
- アパート管理人：中村美代子
- バー「ルビコン」のホステス・香澄：中島葵
- 甲信新聞デスク：横森久
- 土田咲次：可知靖之
- 雑誌編集者：飯沼慧
- 芳子の夫：金井進二
- 甲信新聞編集社員：早川純一、大林丈史
- 福田梅子：松谷量子
- 甲信新聞記者：前川哲男
- ホステス：四宮明美
- 協力：俳優座
- 予告ナレーション：村越伊知郎
- 解説：青島幸男

スタッフ
- 監修：円谷英二
- プロデューサー：熊谷健（円谷プロダクション）、新藤善之（フジテレビ）
- 脚本：小山内美江子
- 音楽：冨田勲
- 撮影：森喜弘
- 照明：須崎利行
- 美術：鈴木儀雄
- 編集：矢倉沢始
- 記録：中村ひろみ
- 効果：小森護雄
- 音響：明田川進
- 制作主任：高山篤
- 録音：キヌタ・ラボラトリー
- 現像：東京現像所
- 助監督：東條昭平
- 監督補：満田かずほ
- 監督：森川時久
- 制作：円谷プロダクション、フジテレビ

### 1981年版
「松本清張の地方紙を買う女」。1981年11月14日、テレビ朝日系列の「土曜ワイド劇場」枠（21:02-22:51）にて放映。サブタイトル「昇仙峡囮心中」。視聴率22.8％（ビデオリサーチ調べ、関東地区）。
キャスト
- 潮田芳子：安奈淳
- 庄田咲次：室田日出男
- 宮口：森本レオ
- 潮田早雄：新克利
- 杉本隆治：田村高廣
- 宮井えりな、奈美悦子、ひろみどり、加山麗子、藤方佐和子、武知杜代子、宮本幸子、上原美佐、相馬剛三、轟謙司、須賀良、竹田光裕、池上明治、五ノ上力、滝川龍之介、木村修、山崎由利子、安藤彩華、伊藤みゆき、桑原英一、永井智雄、中原早苗

スタッフ
- 脚本：猪又憲吾
- プロデューサー：大久保忠幸（東映）、池ノ上雄一（東映）、宇都宮恭三（テレビ朝日）
- 監督：渡邊祐介
- 撮影：坪井誠
- 照明：吉岡伝吉
- 録音：川田保
- 美術：野本幸男
- 編集：菅野順吉
- 効果：原田千昭
- 記録：吉沢幸子
- 計測：小林啓二
- 音楽制作：あんだんて
- 助監督：杉村六郎
- 進行：原田良彦
- 製作担当：奈良場繁
- 音楽：羽田健太郎
- 制作：東映、テレビ朝日

### 1987年版
「松本清張の地方紙を買う女」。1987年10月23日、フジテレビ系列の「ザ・ドラマチックナイト」枠（21:03-23:22）にて放映。視聴率20.7％（ビデオリサーチ調べ、関東地区）。第27回日本テレビ技術賞（撮影部門）受賞作品。
キャスト
- 潮田芳子：小柳ルミ子
- 篠田三郎
- 杉本隆治：露口茂
- 吉行和子
- 峰岸徹
- 白石まるみ
- 中尾彬
- 池波志乃
- 松岡久美
- 後藤加代
- 生田悦子
- 粟津號
- 千葉裕子
- 飯田テル子
- あき竹城
- 立原ちえみ
- 真山知子
- 三谷昇
- 河原さぶ
- 望月太郎
- 久遠利三

スタッフ
- 脚本：山田信夫
- 監督：出目昌伸
- 撮影技術：原一民
- 制作：大映テレビ、フジテレビ、霧企画

### 2007年版
「松本清張スペシャル・地方紙を買う女」。2007年1月30日、日本テレビ系列の「火曜ドラマゴールド」枠（21:00-22:54）にて放映。地方紙は仙台地区の設定となっている。
劇中、東日本大震災に被災する前のJR女川駅のホームや駅舎外観を見る事が出来る。
キャスト
- 潮田芳子：内田有紀（東京の弁当工場従業員）
- 福田恵：国分佐智子（芳子の元同僚で水商売に転職）
- 庄田昭夫：千原ジュニア（福田恵の愛人）
- 石崎俊介：井澤健（「仙台新報」小説担当者）
- 原木京子：白川ゆり（芳子の同僚）
- 潮田美月：伊藤梨沙子（芳子の娘。植物状態）
- 愛子駅食堂店主：温水洋一
- 堤早苗：あめくみちこ（芳子の同僚）
- 工藤静子：左時枝（女川の民宿の女将）
- 村木圭子：秋野暢子（銀座のクラブ「アリアダ」のママ）
- 杉本隆治：高嶋政伸（小説「野盗伝奇」の作者）

スタッフ
- 脚本：橋本綾
- 演出：雨宮望
- プロデューサー：小林紀子（日本テレビ）、森雅弘（The icon）、前田伸一郎（日本テレビ）
- 協力：映広、日本テレビアート
- ロケ協力：リーガロイヤルホテル東京、京王電鉄、京王リテールサービス、女川町、東松島市、仙台市交通局、SENDAI光のページェント実行委員会 ほか
- 美術協力：KDDI、日本光電工業
- 企画協力：ナック、菊地実
- オープニングCG：ネイキッド
- オープニングナレーション：杉本るみ
- 音楽協力：日本テレビ音楽
- 制作協力：The icon
- 制作著作：日本テレビ

### 2016年版
「松本清張ドラマスペシャル・地方紙を買う女〜作家・杉本隆治の推理」。2016年3月12日（21:00-23:06）、テレビ朝日系列にて、松本清張二夜連続ドラマスペシャルの第一夜として放送された。小説家を主人公とした視点で描かれる。
2012年以降、テレビドラマでの仕事を単発ドラマにほぼ絞り、その中でも松本清張作品への主演を中心としてきた田村（当時72歳）の、最後の清張作品主演作。田村の清張作品出演は、生涯で全9作となった（田村の信頼篤かった、彼のテレビ朝日系での清張作品全5作を演出した藤田明二と、同じく4作の脚本家・竹山洋の2人との最後の仕事ともなった）。田村最後の現代劇ドラマともなっている。
視聴率は11.0%（ビデオリサーチ調べ、関東地区・世帯）。石川県を舞台としており、輪島市の琴ヶ浜海岸などで撮影された。
キャスト
- 杉本隆治：田村正和（小説家。地方紙『金沢日々新聞』で推理小説「遠い記憶」を連載）
- 潮田芳子：広末涼子（代議士秘書・潮田早雄の妻）
- 田坂ふじ子：水川あさみ（杉本のアシスタント）
- 潮田早雄：北村有起哉（本間代議士の秘書）
- 広田咲：片瀬那奈（金沢日々新聞の社会部記者）
- 庄田咲次：駿河太郎（東京のデパート警備員）
- 雪乃：渡辺麻友（芸者）
- 小島警部補：木下ほうか（石川県警捜査一課の警部補）
- 高見悟：寿大聡（北羽咋署巡査長）
- 福田梅子：須藤理彩（東京のデパート店員）
- 庄田恵：西田尚美（庄田の妻）
- 由紀子：遊井亮子（西銀座のバー「エンゼル」のママ）
- 根本たか子：石井苗子（銀座のクラブ「ルビコン」のママ）
- 久保勇介：相島一之（北羽咋署捜査1課長）
- 潮田久子：佐々木すみ江（潮田早雄の母）
- 服部三郎：佐野史郎（金沢日々新聞の文化部長）
- 山下重光：寺島進（県警本部長）
- 本間精次郎：大杉漣（厚生労働大臣）
- 東山善吉：橋爪功（杉本の小説家仲間で文芸賞の選考委員）
- 森次晃嗣、生島勇輝　ほか
- ナレーター：田中哲司

スタッフ
- 脚本：竹山洋
- 演出：藤田明二（テレビ朝日）
- 音楽：江口貴勅
- サウンドデザイン：石井和之
- VFX：鹿角剛
- 技術協力：バスク
- 美術協力：京映アーツ
- 照明協力：嵯峨映画、アペックス
- ロケ協力：金沢フィルムコミッション、能登半島広域観光協会、能登野菜振興協議会、北國新聞社、北陸鉄道　ほか
- チーフプロデューサー：五十嵐文郎（テレビ朝日）
- ゼネラルプロデューサー：内山聖子（テレビ朝日）
- プロデューサー：中込卓也（テレビ朝日）、河添太（角川映画）、江平光男（新和事務所）
- 制作協力：角川映画
- 制作著作：テレビ朝日

## 朗読
- 朗読の世界 「松本清張　短編作品集」（2025年3月31日 - 5月9日、NHK-FM） - 全30回で本作と「張込み」「顔」「投影」を放送。朗読は内藤剛志。[13]